# Erika Flocken
Erika Flocken (ur. 12 listopada 1912, zm. 4 kwietnia 1965) – naczelna lekarka w podobozie KL Dachau – Mühldorf i zbrodniarka wojenna.

## Życiorys
Doktor medycyny, w trakcie II wojny światowej pracowała dla Organizacji Todt. Od czerwca 1944 do kwietnia 1945 z ramienia tej organizacji sprawowała funkcję naczelnej lekarki obozowej podobozu Mühldorf, należącego do kompleksu Dachau. Flocken zakazała podawania wszelkich środków medycznych więźniom, ograniczając również dopuszczalną liczbę więźniów w obozowych szpitalach. Nie robiła nic by polepszyć fatalne warunki sanitarne w Mühldorf. Flocken uczestniczyła w selekcjach więźniów, których następnie przewożono do Auschwitz-Birkenau celem zagazowania.
Erika Flocken została osądzona w procesie załogi Mühldorf przez amerykański Trybunał Wojskowy w Dachau. Za zbrodnie wojenne i zbrodnie przeciw ludzkości skazana została na karę śmierci przez powieszenie. Wyrok zamieniono jednak w drodze aktu łaski na dożywocie. Z więzienia w Landsbergu wypuszczono ją 29 kwietnia 1957.